# Dominik Kohr
Dominik Kohr (ur. 31 stycznia 1994 w Trewirze) – niemiecki piłkarz grający na pozycji pomocnika.

## Życiorys
W czasach juniorskich trenował w TuS Issel (2000−2008) oraz w Bayerze 04 Leverkusen (2008−2012). Przed sezonem 2012/2013 dołączył do seniorskiej drużyny tego ostatniego. W rozgrywkach Bundesligi zadebiutował 4 listopada 2012 w wygranym 3:2 meczu z Fortuną Düsseldorf. 13 stycznia 2014 został wypożyczony na półtora roku do FC Augsburg. 7 marca 2015 zdobył swojego pierwszego ligowego gola – miało to miejsce w wygranym 1:0 spotkaniu z VfL Wolfsburg. Po zakończeniu wypożyczenia został wykupiony przez ten klub za kwotę 1,4 miliona euro. 1 lipca 2017 ponownie został piłkarzem Bayeru Leverkusen. 3 lipca 2019 odszedł za 8,5 miliona euro do Eintrachtu Frankfurt.
W 2017 roku został powołany na Mistrzostwa Europy do lat 21 rozgrywane w Polsce, na których Niemcy zdobyli złoty medal.